# Šarišský Štiavnik
Šarišský Štiavnik es un municipio del distrito de Svidník en la región de Prešov, Eslovaquia, con una población estimada a final del año 2024 de 248 habitantes.
Se encuentra ubicado en el centro-norte de la región, cerca del río Ondava (cuenca hidrográfica del río Tisza) y de la frontera con  Polonia.

## Demografía
| Año        | 1994 | 2004     | 2014    | 2024     |
| ---------- | ---- | -------- | ------- | -------- |
| Población  | 264  | 294      | 292     | 248      |
| Diferencia |      | +11,36 % | −0,68 % | −15,06 % |

| Año        | 2023 | 2024    |
| ---------- | ---- | ------- |
| Población  | 249  | 248     |
| Diferencia |      | −0,40 % |